# Campionati mondiali juniores di ginnastica ritmica
I campionati mondiali juniores di ginnastica ritmica sono la massima competizione internazionale di ginnastica ritmica, organizzata dalla FIG, destinata a ginnaste della fascia di età compresa tra i 13 e i 15 anni. 
Sono composti da una gara individuale in cui le atlete si contendono il titolo nei quattro attrezzi, una gara a gruppi che prevede un concorso completo e due finali di specialità, e infine da un concorso a squadre in cui si sommano i risultati ottenuti dalle individualiste e dal gruppo di una stessa nazione.
L'edizione inaugurale si è svolta a Mosca, in Russia, nel 2019.

## Edizioni
| Anno | Edizione | Località    |
| ---- | -------- | ----------- |
| 2019 | I        | Mosca       |
| 2023 | II       | Cluj-Napoca |
| 2025 | III      | Sofia       |
| 2027 | IV       | Cluj-Napoca |

## Medagliere
| Posiz. | Nazione      | Oro | Argento | Bronzo | Totale |
| ------ | ------------ | --- | ------- | ------ | ------ |
| 1      | Russia       | 8   | 0       | 0      | 8      |
| 2      | Bulgaria     | 7   | 3       | 2      | 12     |
| 3      | Israele      | 3   | 3       | 5      | 11     |
| 4      | Kazakistan   | 2   | 1       | 0      | 3      |
| 4      | Polonia      | 2   | 1       | 0      | 3      |
| 6      | Ucraina      | 1   | 1       | 1      | 3      |
| 7      | Kirghizistan | 1   | 0       | 0      | 1      |
| 8      | Italia       | 0   | 6       | 1      | 7      |
| 9      | Brasile      | 0   | 2       | 0      | 2      |
| 9      | Egitto       | 0   | 2       | 0      | 2      |
| 11     | Azerbaigian  | 0   | 1       | 4      | 5      |
| 12     | Bielorussia  | 0   | 1       | 2      | 3      |
| 12     | Stati Uniti  | 0   | 1       | 2      | 3      |
| 14     | Romania      | 0   | 1       | 1      | 2      |
| 15     | Cina         | 0   | 1       | 0      | 1      |
| 15     | Germania     | 0   | 1       | 0      | 1      |
| 17     | Uzbekistan   | 0   | 0       | 3      | 3      |
| 18     | Estonia      | 0   | 0       | 1      | 1      |
| 18     | Georgia      | 0   | 0       | 1      | 1      |
| 18     | Spagna       | 0   | 0       | 1      | 1      |
| Totale | Totale       | 24  | 25      | 24     | 73     |